# Purley
Purley est une ville du borough londonien de Croydon situé dans le sud de Londres. Cette petite ville est située à 19 km de Charing Cross.

## Personnalités liées
- June Sheppard (1928-2016), géographe britannique spécialiste de géographie historique née à Purley.
- Eileen Winterton (1903-2004), actrice britannique de télévision née à Purley.